# Tadeusz Kifer

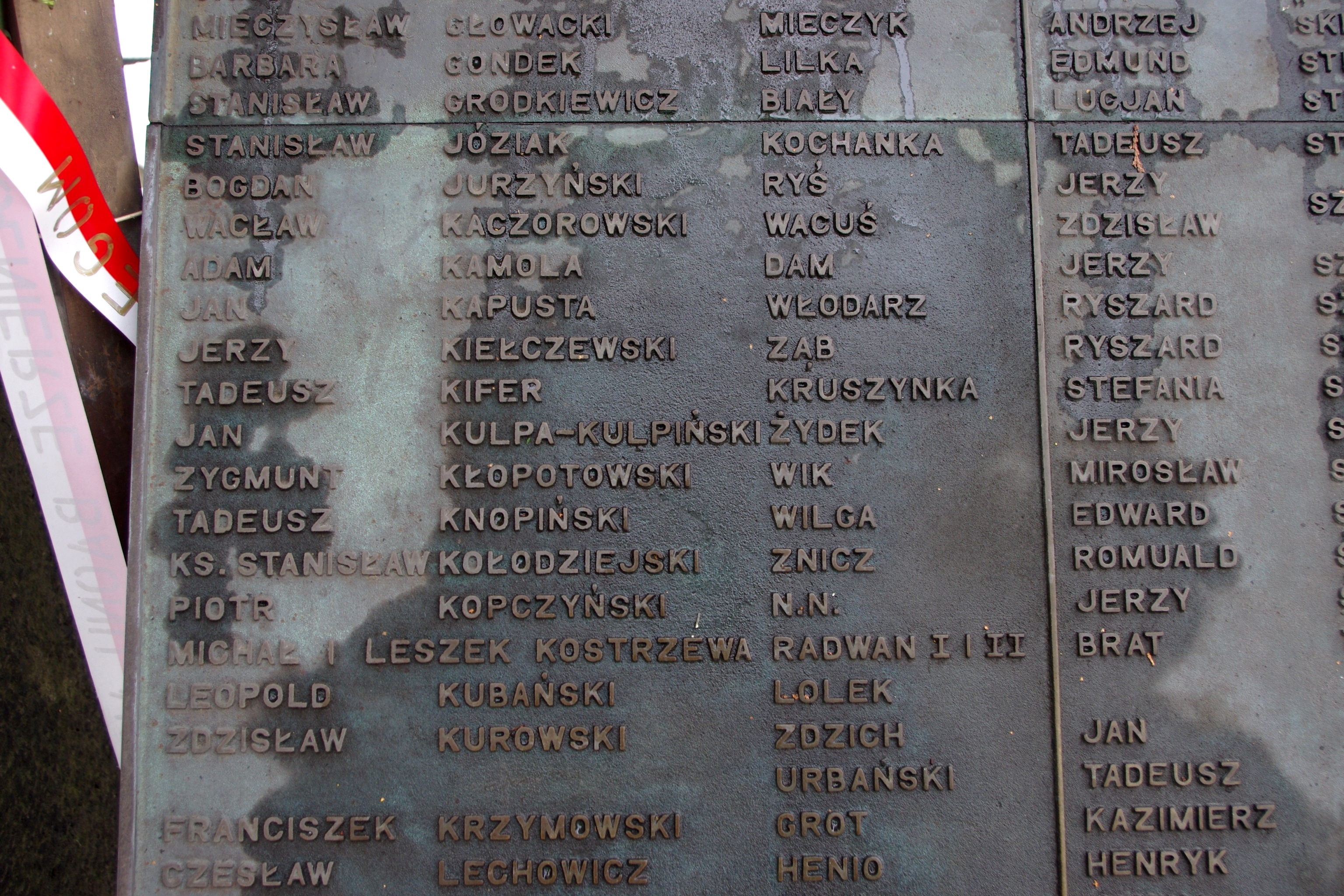
Tablica w Kwaterze Batalionu Miotła na Cmentarzu Wojskowym na Powązkach w Warszawie

Tadeusz Roman Kifer pseudonim Kruszynka (ur. 20 marca 1922 w Warszawie, zm. 9 grudnia 1942 w KL Auschwitz) – polski żołnierz, podchorąży rezerwy WP, uczestnik kampanii wrześniowej, członek Związku Walki Zbrojnej i Armii Krajowej, harcerz, społecznik, więzień polityczny Pawiaka i KL Auschwitz, kawaler Krzyża Walecznych.

## Życiorys
Mieszkaniec Czechowic, osiedla na terenie obecnej dzielnicy Warszawy – Ursus. Absolwent Gimnazjum im. Jana Zamoyskiego w Warszawie przy ul. Smolnej 30. Harcerz w 2 Warszawskiej Drużynie Harcerskiej.
Brał udział w kampanii wrześniowej, powrócił ciężko ranny. Od początku 1940 podjął czynną działalność w konspiracji antyhitlerowskiej. Przyjął pseudonim „Kruszynka” pomimo wysokiego wzrostu. Od 1939 był czynnym członkiem Korpusu Ochotniczej Straży Pożarnej w Czechowicach – Ursusie, co ułatwiało mu działalność konspiracyjną m.in. przy przenoszeniu broni i kolportowaniu prasy. Pełnił funkcję zastępcy dowódcy oddziału oraz dowódcy patrolu dywersyjno-sabotażowego, działającego na terenie Ursusa, Warszawy i okolic. Uczestnik szeregu akcji bojowych m.in. rozkręcania torów kolejowych, podpalania transportów jadących na front wschodni, zniszczenia znaku „V” – symbolu zwycięstwa, umieszczonego przez Niemców w 1941 na placu Marszałka Józefa Piłsudskiego w Warszawie (wówczas Adolf-Hitler-Platz), spalenia flag niemieckich, wiszących na Gmachu Zachęty.
Do konspiracji wprowadził: matkę Aleksandrę Kifer pseudonim „Oleńka” (ojciec Jan Kifer zmarł w 1938), siostrę Halinę Kifer pseudonim „Kropelka” oraz dalszą rodzinę i przyjaciół tworząc grupę, która weszła potem w skład Batalionu „Miotła” w Zgrupowaniu „Radosław” i walczyła w powstaniu warszawskim. Utworzył w rodzinnym domu w Czechowicach – Ursusie skład broni, amunicji, prasy konspiracyjnej oraz punkt nasłuchów radiowych.
W dniu 1 października 1942 został aresztowany na skutek donosu w swoim domu wraz z matką, siostrą i koleżanką z konspiracji przez funkcjonariuszy Gestapo pod zarzutem gromadzenia broni i przynależności do Armii Krajowej. Przewieziony został do siedziby Gestapo przy al. Szucha, gdzie przeszedł ciężkie przesłuchania, następnego dnia osadzony w więzieniu śledczym na Pawiaku. W dniu 18 listopada 1942 z Pawiaka wywieziony został transportem do niemieckiego obozu koncentracyjnego Kl Auschwitz. Otrzymał numer obozowy 76133. Nie pomógł wpłacony przez matkę, przy użyciu pośrednika, wysoki okup. Zginął śmiercią męczeńską w KL Auschwitz 9 grudnia 1942 mając 20 lat.
Swoimi zeznaniami uratował życie aresztowanych z nim i więzionych na Pawiaku kobiet. Torturowany bestialsko na Szucha, Pawiaku i w KL Auschwitz nikogo ze współtowarzyszy akcji bojowych nie wydał. Pośmiertnie za męstwo i odwagę został odznaczony Krzyżem Walecznych.

## Upamiętnienie
Nazwisko Tadeusza Kifera widnieje na tablicy ku czci żołnierzy Armii Krajowej, którzy oddali swoje życie za ojczyznę w latach 1939–1945, znajdującej się na Cmentarzu Wojskowym Powązki, przy kwaterze poległych żołnierzy batalionu „Miotła” – Zgrupowanie „Radosław”. Upamiętniony również w ekspozycji Muzeum Więzienia Pawiak w ramach wystawy biograficznej pt. „Zapamiętajmy ich twarze”, która jest częścią wystawy stałej „Pawiak 1835–1944”.
Imieniem Tadeusza Kifera „Kruszynki“ nazwane zostało (w 2012) rondo na terenie osiedla Czechowice w Dzielnicy Warszawy Ursus u zbiegu ulic: Tadeusza Kościuszki i Cierlickiej.